# Экерли, Чарльз
Чарльз Эдвин «Чарли» Экерли (англ. Charles Edwin "Charley" Ackerly; 3 января 1898, г. Куба, округ Аллегейни, штат Нью-Йорк, США — 16 августа 1982, г. Клируотер, штат Флорида, США) — американский борец вольного стиля, чемпион Олимпийских игр.

## Биография
Учился в Корнеллском университете. В 1919 году, выступая за университетскую команду Cornell Big Red Wrestling, выиграл первые значимые соревнования: Турнир борцовской ассоциации между колледжей восточного побережья, в 1920 году занял на том же турнире второе место.
На Летних Олимпийских играх 1920 года в Антверпене боролся в весовой категории до 60 килограммов (полулёгкий вес). Борьба проходила по правилам Catch As Catch Can, напоминающим правила современной вольной борьбы. Схватка по регламенту турнира продолжалась 10 минут, финальные схватки три раунда по 10 минут. Турнир проводился по системе с выбыванием после поражения; выигравшие во всех схватках боролись в финале, проигравшие в полуфинале боролись за третье место.
| Круг    | Соперник       | Страна                    | Результат | Основание | Время схватки |
| ------- | -------------- | ------------------------- | --------- | --------- | ------------- |
| 1-й     | Янис Диалетис  | Греция                    | Победа    | По очкам  | 10:00         |
| ¼-финал | Даниэль Кайзер | Швейцария                 | Победа    | Туше      | 9:40          |
| ½-финал | Филип Бернард  | Великобритания            | Победа    | По очкам  | —             |
| Финал   | Сэм Герсон     | Соединённые Штаты Америки | Победа    | По очкам  | —             |

Умер в 1982 году.